# Џенола (Јута)
Џенола (енгл. Genola) град је у америчкој савезној држави Јута.

## Демографија
По попису из 2010. године број становника је 1.370, што је 405 (42,0%) становника више него 2000. године.
| Група             | 2000.       | 2010.         |
| Белци             | 871 (90,3%) | 1.239 (90,4%) |
| Афроамериканци    | 0 (0,0%)    | 7 (0,5%)      |
| Азијати           | 4 (0,4%)    | 1 (0,1%)      |
| Хиспаноамериканци | 78 (8,1%)   | 117 (8,5%)    |
| Укупно            | 965         | 1.370         |